# Tour du Portugal 2016
La 78e édition du Tour du Portugal a lieu du 27 juillet au 7 août 2016. La course fait partie du calendrier UCI Europe Tour 2016 en catégorie 2.1.

## Présentation

### Équipes
Classé en catégorie 2.1 de l'UCI Europe Tour, le Tour du Portugal Tour est par conséquent ouvert aux WorldTeams dans la limite de 50 % des équipes participantes, aux équipes continentales professionnelles, aux équipes continentales et aux équipes nationales.
dix-huit équipes participent à ce Tour du Portugal - cinq équipes continentales professionnelles et treize équipes continentales :
| Équipe continentale professionnelle | Équipe continentale professionnelle | Équipe continentale professionnelle |
| Nom de l'équipe                     | Pays                                | Code                                |
| ----------------------------------- | ----------------------------------- | ----------------------------------- |
| Drapac Professional Cycling         | Australie                           | DPC                                 |
| Funvic Soul Cycles-Carrefour        | Brésil                              | FSC                                 |
| Caja Rural-Seguros RGA              | Espagne                             | CJR                                 |
| Androni Giocattoli-Sidermec         | Italie                              | AND                                 |
| Roth                                | Suisse                              | ROT                                 |

| Équipes continentales         | Équipes continentales  | Équipes continentales |
| Nom de l'équipe               | Pays                   | Code                  |
| ----------------------------- | ---------------------- | --------------------- |
| Christina Jewelry             | Allemagne              | CJC                   |
| Boyacá Raza de Campeones      | Colombie               | BRC                   |
| Inteja-MMR Dominican          | République dominicaine | DCT                   |
| Euskadi Basque Country-Murias | Espagne                | EUS                   |
| Armée de Terre                | France                 | ADT                   |
| Astana City                   | Kazakhstan             | TSE                   |
| Efapel                        | Portugal               | EFP                   |
| LA Alumínios-Antarte          | Portugal               | LAA                   |
| Louletano-Hospital de Loulé   | Portugal               | LHL                   |
| Rádio Popular-Boavista        | Portugal               | RPB                   |
| Sporting-Tavira               | Portugal               | TAV                   |
| W52-FC Porto                  | Portugal               | W52                   |
| Lokosphinx                    | Russie                 | LOK                   |

## Étapes
L'édition 2016 du Tour du Portugal est composée de onze étapes pour un total de 1 618,7 kilomètres à parcourir. Le 2 août est une journée de repos.
| Étape     | Date      | Villes étapes                                | type                        | Distance (km) | Vainqueur d'étape        | Leader du classement général |
| --------- | --------- | -------------------------------------------- | --------------------------- | ------------- | ------------------------ | ---------------------------- |
| Prologue  | 27 juill. | Oliveira de Azeméis – Oliveira de Azeméis    | prologue                    | 3,6           | Rafael Reis              | Rafael Reis                  |
| 1re étape | 28 juill. | Ovar – Braga                                 | étape vallonnée             | 167,4         | Daniel Mestre            | Daniel Mestre                |
| 2e étape  | 29 juill. | Viana do Castelo – Fafe                      | étape vallonnée             | 160           | Francesco Gavazzi        | Daniel Mestre                |
| 3e étape  | 30 juill. | Montalegre – Macedo de Cavaleiros            | étape vallonnée             | 158,9         | William Clarke           | Rui Vinhas                   |
| 4e étape  | 31 juill. | Bragance – Mondim de Basto                   | étape de moyenne montagne   | 191,9         | Gustavo César Veloso     | Rui Vinhas                   |
| 5e étape  | 1 août    | Lamego – Viseu                               | étape de moyenne montagne   | 153,2         | Vicente García de Mateos | Rui Vinhas                   |
| 6e étape  | 3 août    | Belmonte – Guarda                            | étape de moyenne montagne   | 173,7         | Gustavo César Veloso     | Rui Vinhas                   |
| 7e étape  | 4 août    | Figueira de Castelo Rodrigo – Castelo Branco | étape vallonnée             | 182           | José Gonçalves           | Rui Vinhas                   |
| 8e étape  | 5 août    | Nazaré – Arruda dos Vinhos                   | étape vallonnée             | 208,5         | Jesús Ezquerra           | Rui Vinhas                   |
| 9e étape  | 6 août    | Alcácer do Sal – Setúbal                     | étape de plaine             | 187,5         | Daniel Mestre            | Rui Vinhas                   |
| 10e étape | 7 août    | Vila Franca de Xira – Lisbonne               | contre-la-montre individuel | 32            | Gustavo César Veloso     | Rui Vinhas                   |

## Déroulement de la course

### Prologue
| \| Classement de l'étape \| Classement de l'étape \| Classement de l'étape \| Classement de l'étape \| Classement de l'étape \| \| Coureur \| Coureur \| Pays \| Équipe \| Temps \| \| --------------------- \| --------------------- \| --------------------- \| ---------------------- \| --------------------- \| \| 1er \| Rafael Reis \| Portugal \| W52-FC Porto \| 4 min 42 s \| \| 2e \| Joni Brandão \| Portugal \| Efapel \| + 3 s \| \| 3e \| José Gonçalves \| Portugal \| Caja Rural-Seguros RGA \| + 4 s \| |                |          |                        |            |
| |                |          |                        |            |
| Source : ProCyclingStats |                |          |                        |            |
| Classement de l'étape |                |          |                        |            |
| Coureur | Coureur        | Pays     | Équipe                 | Temps      |
| 1er | Rafael Reis    | Portugal | W52-FC Porto           | 4 min 42 s |
| 2e | Joni Brandão   | Portugal | Efapel                 | + 3 s      |
| 3e | José Gonçalves | Portugal | Caja Rural-Seguros RGA | + 4 s      |

| \| Classement général \| Classement général \| Classement général \| Classement général \| Classement général \| \| Coureur \| Coureur \| Pays \| Équipe \| Temps \| \| ------------------ \| ------------------ \| ------------------ \| ---------------------- \| ------------------ \| \| 1er \| Rafael Reis \| Portugal \| W52-FC Porto \| 4 min 42 s \| \| 2e \| Joni Brandão \| Portugal \| Efapel \| + 3 s \| \| 3e \| José Gonçalves \| Portugal \| Caja Rural-Seguros RGA \| + 4 s \| |                |          |                        |            |
| |                |          |                        |            |
| Source : ProCyclingStats |                |          |                        |            |
| Classement général |                |          |                        |            |
| Coureur | Coureur        | Pays     | Équipe                 | Temps      |
| 1er | Rafael Reis    | Portugal | W52-FC Porto           | 4 min 42 s |
| 2e | Joni Brandão   | Portugal | Efapel                 | + 3 s      |
| 3e | José Gonçalves | Portugal | Caja Rural-Seguros RGA | + 4 s      |

### 1reétape
La 1re étape du 78e tour du Portugal Santander Totta est disputée sous une forte chaleur (température oscillant autour de 40 degrés). Le Portugais Daniel Mestre la remporte devant l'Italien Davide Vigano et devient le nouveau leader. José Gonçalves termine troisième et accède, grâce aux bonifications, à la deuxième place du classement général, devant Joni Brandão. '
Daniel Mestre est venu au professionnalisme en 2007 au sein de l'équipe Tavira. Après neuf ans passé dans l'équipe originaire de l'Algarve, il rejoint cette saison l'Équipe cycliste Efapel. Il porte pour la première fois de sa carrière, le maillot de leader de la Volta.
| Classement de l'étape | Classement de l'étape    | Classement de l'étape | Classement de l'étape        | Classement de l'étape |
|                       | Coureur                  | Pays                  | Équipe                       | Temps                 |
| --------------------- | ------------------------ | --------------------- | ---------------------------- | --------------------- |
| 1er                   | Daniel Mestre            | Portugal              | Efapel                       | en 4 h 21 min 27 s    |
| 2e                    | Davide Viganò            | Italie                | Androni Giocattoli-Sidermec  | m.t                   |
| 3e                    | José Gonçalves           | Portugal              | Caja Rural-Seguros RGA       | m.t                   |
| 4e                    | Samuel Caldeira          | Portugal              | W52-FC Porto                 | m.t                   |
| 5e                    | Gustavo César Veloso     | Espagne               | W52-FC Porto                 | m.t                   |
| 6e                    | Adam Phelan              | Australie             | Drapac                       | m.t                   |
| 7e                    | Luís Mendonça            | Portugal              | Funvic Soul Cycles-Carrefour | m.t                   |
| 8e                    | Vicente García de Mateos | Espagne               | Louletano-Hospital de Loulé  | m.t                   |
| 9e                    | Jesús Ezquerra           | Espagne               | Sporting-Tavira              | m.t                   |
| 10e                   | David de la Fuente       | Espagne               | Sporting-Tavira              | m.t                   |
| modifier              |                          |                       |                              |                       |

| Classement général | Classement général       | Classement général | Classement général           | Classement général |
|                    | Coureur                  | Pays               | Équipe                       | Temps              |
| ------------------ | ------------------------ | ------------------ | ---------------------------- | ------------------ |
| 1er                | Daniel Mestre            | Portugal           | Efapel                       | en 4 h 26 min 3 s  |
| 2e                 | José Gonçalves           | Portugal           | Caja Rural-Seguros RGA       | + 6 s              |
| 3e                 | Joni Brandão             | Portugal           | Efapel                       | + 9 s              |
| 4e                 | Vicente García de Mateos | Espagne            | Louletano-Hospital de Loulé  | + 11 s             |
| 5e                 | Filipe Cardoso           | Portugal           | Efapel                       | + 12 s             |
| 6e                 | Rinaldo Nocentini        | Italie             | Sporting-Tavira              | + 13 s             |
| 7e                 | João Gaspar              | Brésil             | Funvic Soul Cycles-Carrefour | + 13 s             |
| 8e                 | Stefan Schumacher        | Allemagne          | Christina Jewelry            | + 14 s             |
| 9e                 | Jesús Ezquerra           | Espagne            | Sporting-Tavira              | + 15 s             |
| 10e                | Francesco Gavazzi        | Italie             | Androni Giocattoli-Sidermec  | + 16 s             |
| modifier           |                          |                    |                              |                    |

### 2eétape
L'Italien Francesco Gavazzi, de l'équipe Androni Giocattoli-Sidermec, gagne cette deuxième étape au sprint sur les pavés du centre-ville de Fafe. Il s'impose sur la ligne devant José Gonçalves et Vicente Rubio. Cette victoire le fait passer à la troisième place du classement général. Daniel Mestre, cinquième à l'arrivée garde le maillot jaune mais n'a plus que 2 secondes d'avance sur son suivant, le Portugais José Gonçalves.
Francesco Gavazzi, est surnommé '"Gava", il aura 32 ans lors de la 5e étape. En 2011 il a déjà remporté deux étapes de la volta. Cette même année il a également triomphé au Tour d'Espagne. 
| Classement de l'étape | Classement de l'étape    | Classement de l'étape | Classement de l'étape       | Classement de l'étape |
|                       | Coureur                  | Pays                  | Équipe                      | Temps                 |
| --------------------- | ------------------------ | --------------------- | --------------------------- | --------------------- |
| 1er                   | Francesco Gavazzi        | Italie                | Androni Giocattoli-Sidermec | en 4 h 12 min 43 s    |
| 2e                    | José Gonçalves           | Portugal              | Caja Rural-Seguros RGA      | m.t                   |
| 3e                    | Vicente García de Mateos | Espagne               | Louletano-Hospital de Loulé | m.t                   |
| 4e                    | Davide Viganò            | Italie                | Androni Giocattoli-Sidermec | m.t                   |
| 5e                    | Gustavo César Veloso     | Espagne               | W52-FC Porto                | m.t                   |
| 6e                    | Daniel Mestre            | Portugal              | Efapel                      | + 1 s                 |
| 7e                    | Rinaldo Nocentini        | Italie                | Sporting-Tavira             | m.t                   |
| 8e                    | Jesús Ezquerra           | Espagne               | Sporting-Tavira             | + 2 s                 |
| 9e                    | Ricardo Vilela           | Portugal              | Caja Rural-Seguros RGA      | m.t                   |
| 10e                   | Daniel Silva             | Portugal              | Rádio Popular-Boavista      | + 3 s                 |
| modifier              |                          |                       |                             |                       |

| Classement général | Classement général       | Classement général | Classement général           | Classement général |
|                    | Coureur                  | Pays               | Équipe                       | Temps              |
| ------------------ | ------------------------ | ------------------ | ---------------------------- | ------------------ |
| 1er                | Daniel Mestre            | Portugal           | Efapel                       | en 8 h 38 min 48 s |
| 2e                 | José Gonçalves           | Portugal           | Caja Rural-Seguros RGA       | + 2 s              |
| 3e                 | Francesco Gavazzi        | Italie             | Androni Giocattoli-Sidermec  | + 8 s              |
| 4e                 | Vicente García de Mateos | Espagne            | Louletano-Hospital de Loulé  | + 9 s              |
| 5e                 | Joni Brandão             | Portugal           | Efapel                       | + 15 s             |
| 6e                 | Rinaldo Nocentini        | Italie             | Sporting-Tavira              | + 16 s             |
| 7e                 | Gustavo César Veloso     | Espagne            | W52-FC Porto                 | + 17 s             |
| 8e                 | Jesús Ezquerra           | Espagne            | Sporting-Tavira              | + 19 s             |
| 9e                 | João Gaspar              | Brésil             | Funvic Soul Cycles-Carrefour | + 21 s             |
| 10e                | Stefan Schumacher        | Allemagne          | Christina Jewelry            | m.t                |
| modifier           |                          |                    |                              |                    |

### 3eétape
| Classement de l'étape | Classement de l'étape    | Classement de l'étape | Classement de l'étape         | Classement de l'étape |
|                       | Coureur                  | Pays                  | Équipe                        | Temps                 |
| --------------------- | ------------------------ | --------------------- | ----------------------------- | --------------------- |
| 1er                   | William Clarke           | Australie             | Drapac                        | en 3 h 49 min 50 s    |
| 2e                    | Marco Frapporti          | Italie                | Androni Giocattoli-Sidermec   | + 2 s                 |
| 3e                    | Benjamin Thomas          | France                | Armée de Terre                | + 54 s                |
| 4e                    | Alex Diniz               | Brésil                | Funvic Soul Cycles-Carrefour  | m.t                   |
| 5e                    | Micael Isidoro           | Portugal              | Louletano-Hospital de Loulé   | m.t                   |
| 6e                    | Jon Ander Insausti       | Espagne               | Euskadi Basque Country-Murias | m.t                   |
| 7e                    | Carlos Parra             | Colombie              | Boyacá Raza de Campeones      | m.t                   |
| 8e                    | Rui Vinhas               | Portugal              | W52-FC Porto                  | m.t                   |
| 9e                    | Vicente García de Mateos | Espagne               | Louletano-Hospital de Loulé   | + 4 min 45 s          |
| 10e                   | Andrea Pasqualon         | Italie                | Roth                          | m.t                   |
| modifier              |                          |                       |                               |                       |

| Classement général | Classement général       | Classement général | Classement général           | Classement général  |
|                    | Coureur                  | Pays               | Équipe                       | Temps               |
| ------------------ | ------------------------ | ------------------ | ---------------------------- | ------------------- |
| 1er                | Rui Vinhas               | Portugal           | W52-FC Porto                 | en 12 h 29 min 59 s |
| 2e                 | Daniel Mestre            | Portugal           | Efapel                       | + 3 min 19 s        |
| 3e                 | José Gonçalves           | Portugal           | Caja Rural-Seguros RGA       | + 3 min 21 s        |
| 4e                 | Francesco Gavazzi        | Italie             | Androni Giocattoli-Sidermec  | + 3 min 25 s        |
| 5e                 | Vicente García de Mateos | Espagne            | Louletano-Hospital de Loulé  | + 3 min 29 s        |
| 6e                 | Joni Brandão             | Portugal           | Efapel                       | + 3 min 31 s        |
| 7e                 | João Gaspar              | Brésil             | Funvic Soul Cycles-Carrefour | + 3 min 34 s        |
| 8e                 | Rinaldo Nocentini        | Italie             | Sporting-Tavira              | + 3 min 35 s        |
| 9e                 | Gustavo César Veloso     | Espagne            | W52-FC Porto                 | m.t                 |
| 10e                | Stefan Schumacher        | Allemagne          | Christina Jewelry            | + 3 min 36 s        |
| modifier           |                          |                    |                              |                     |

### 4eétape
| Classement de l'étape | Classement de l'étape    | Classement de l'étape | Classement de l'étape       | Classement de l'étape |
|                       | Coureur                  | Pays                  | Équipe                      | Temps                 |
| --------------------- | ------------------------ | --------------------- | --------------------------- | --------------------- |
| 1er                   | Gustavo César Veloso     | Espagne               | W52-FC Porto                | en 5 h 12 min 24 s    |
| 2e                    | Daniel Silva             | Portugal              | Rádio Popular-Boavista      | + 5 s                 |
| 3e                    | Joni Brandão             | Portugal              | Efapel                      | + 12 s                |
| 4e                    | Raúl Alarcón             | Espagne               | W52-FC Porto                | + 34 s                |
| 5e                    | Rui Vinhas               | Portugal              | W52-FC Porto                | + 35 s                |
| 6e                    | Henrique Casimiro        | Portugal              | Efapel                      | m.t                   |
| 7e                    | Amaro Antunes            | Portugal              | LA Alumínios-Antarte        | m.t                   |
| 8e                    | João Benta               | Portugal              | Louletano-Hospital de Loulé | + 37 s                |
| 9e                    | António Carvalho         | Portugal              | W52-FC Porto                | + 46 s                |
| 10e                   | Vicente García de Mateos | Espagne               | Louletano-Hospital de Loulé | + 1 min 2 s           |
| modifier              |                          |                       |                             |                       |

| Classement général | Classement général       | Classement général | Classement général          | Classement général  |
|                    | Coureur                  | Pays               | Équipe                      | Temps               |
| ------------------ | ------------------------ | ------------------ | --------------------------- | ------------------- |
| 1er                | Rui Vinhas               | Portugal           | W52-FC Porto                | en 17 h 42 min 58 s |
| 2e                 | Gustavo César Veloso     | Espagne            | W52-FC Porto                | + 2 min 48 s        |
| 3e                 | Joni Brandão             | Portugal           | Efapel                      | + 3 min 4 s         |
| 4e                 | Daniel Silva             | Portugal           | Rádio Popular-Boavista      | + 3 min 5 s         |
| 5e                 | João Benta               | Portugal           | Louletano-Hospital de Loulé | + 3 min 43 s        |
| 6e                 | Raúl Alarcón             | Espagne            | W52-FC Porto                | + 3 min 45 s        |
| 7e                 | Amaro Antunes            | Portugal           | LA Alumínios-Antarte        | + 3 min 46 s        |
| 8e                 | Henrique Casimiro        | Portugal           | Efapel                      | + 3 min 49 s        |
| 9e                 | Vicente García de Mateos | Espagne            | Louletano-Hospital de Loulé | + 3 min 56 s        |
| 10e                | António Carvalho         | Portugal           | W52-FC Porto                | + 3 min 57 s        |
| modifier           |                          |                    |                             |                     |

### 5eétape
L'Espagnol Vicente García de Mateos remporte au sprint de la 5e étape du Tour du Portugal, devant les Italiens Rinaldo Nocentini et Francesco Gavazzi.
La dernière fois que Vicente García de Mateos est venu à Viseu, il avait été expulsé de la compétition après avoir été impliqué dans un pugilat entre coureurs. Il s'impose avec classe après une étape montagneuse. Il obtient ainsi la première victoire de ce tour pour son équipe, Louletano-Hospital de Loulé.
Le leader de la compétition, Rui Vinhas, garde le maillot jaune, devant son équipier l'Espagnol, Gustavo César Veloso qui lui reprend 3 petites secondes.
L'Espagnol Vicente García de Mateos également connu sous le nom de Vicente Rubio, vient au cyclisme professionnel en 2009 mais redevient amateur l'année suivante. En 2013, il rejoint l'équipe japonaise Matrix Powertag. En 2014 il rejoint avec son frère Raúl, l'équipe continentale portugaise de Louletano-Dunas Douradas. L'année suivante il remporte la 1re étape du Tour du Portugal. En dehors de la route, il se distingue également sur la piste.
| Classement de l'étape | Classement de l'étape    | Classement de l'étape | Classement de l'étape       | Classement de l'étape |
|                       | Coureur                  | Pays                  | Équipe                      | Temps                 |
| --------------------- | ------------------------ | --------------------- | --------------------------- | --------------------- |
| 1er                   | Vicente García de Mateos | Espagne               | Louletano-Hospital de Loulé | en 3 h 57 min 58 s    |
| 2e                    | Rinaldo Nocentini        | Italie                | Sporting-Tavira             | m.t                   |
| 3e                    | Francesco Gavazzi        | Italie                | Androni Giocattoli-Sidermec | m.t                   |
| 4e                    | Daniel Mestre            | Portugal              | Efapel                      | m.t                   |
| 5e                    | Joni Brandão             | Portugal              | Efapel                      | m.t                   |
| 6e                    | Sergey Vdovin            | Russie                | Lokosphinx                  | m.t                   |
| 7e                    | Nathan Earle             | Australie             | Drapac                      | m.t                   |
| 8e                    | Amaro Antunes            | Portugal              | LA Alumínios-Antarte        | m.t                   |
| 9e                    | Alejandro Marque         | Espagne               | LA Alumínios-Antarte        | m.t                   |
| 10e                   | Gustavo César Veloso     | Espagne               | W52-FC Porto                | m.t                   |
| modifier              |                          |                       |                             |                       |

| Classement général | Classement général       | Classement général | Classement général          | Classement général  |
|                    | Coureur                  | Pays               | Équipe                      | Temps               |
| ------------------ | ------------------------ | ------------------ | --------------------------- | ------------------- |
| 1er                | Rui Vinhas               | Portugal           | W52-FC Porto                | en 21 h 40 min 56 s |
| 2e                 | Gustavo César Veloso     | Espagne            | W52-FC Porto                | + 2 min 45 s        |
| 3e                 | Joni Brandão             | Portugal           | Efapel                      | + 3 min 2 s         |
| 4e                 | Daniel Silva             | Portugal           | Rádio Popular-Boavista      | + 3 min 4 s         |
| 5e                 | João Benta               | Portugal           | Louletano-Hospital de Loulé | + 3 min 43 s        |
| 6e                 | Amaro Antunes            | Portugal           | LA Alumínios-Antarte        | + 3 min 44 s        |
| 7e                 | Raúl Alarcón             | Espagne            | W52-FC Porto                | + 3 min 45 s        |
| 8e                 | Vicente García de Mateos | Espagne            | Louletano-Hospital de Loulé | + 3 min 46 s        |
| 9e                 | Henrique Casimiro        | Portugal           | Efapel                      | + 3 min 49 s        |
| 10e                | António Carvalho         | Portugal           | W52-FC Porto                | + 4 min 1 s         |
| modifier           |                          |                    |                             |                     |

### 6eétape
| Classement de l'étape | Classement de l'étape    | Classement de l'étape | Classement de l'étape       | Classement de l'étape |
|                       | Coureur                  | Pays                  | Équipe                      | Temps                 |
| --------------------- | ------------------------ | --------------------- | --------------------------- | --------------------- |
| 1er                   | Gustavo César Veloso     | Espagne               | W52-FC Porto                | en 4 h 55 min 49 s    |
| 2e                    | Daniel Silva             | Portugal              | Rádio Popular-Boavista      | + 5 s                 |
| 3e                    | Raúl Alarcón             | Espagne               | W52-FC Porto                | + 7 s                 |
| 4e                    | Vicente García de Mateos | Espagne               | Louletano-Hospital de Loulé | + 10 s                |
| 5e                    | Rui Vinhas               | Portugal              | W52-FC Porto                | m.t                   |
| 6e                    | Amaro Antunes            | Portugal              | LA Alumínios-Antarte        | + 21 s                |
| 7e                    | Joni Brandão             | Portugal              | Efapel                      | m.t                   |
| 8e                    | Henrique Casimiro        | Portugal              | Efapel                      | + 26 s                |
| 9e                    | Rui Sousa                | Portugal              | Rádio Popular-Boavista      | + 32 s                |
| 10e                   | Frederico Figueiredo     | Portugal              | Rádio Popular-Boavista      | + 48 s                |
| modifier              |                          |                       |                             |                       |

| Classement général | Classement général       | Classement général | Classement général          | Classement général  |
|                    | Coureur                  | Pays               | Équipe                      | Temps               |
| ------------------ | ------------------------ | ------------------ | --------------------------- | ------------------- |
| 1er                | Rui Vinhas               | Portugal           | W52-FC Porto                | en 26 h 36 min 55 s |
| 2e                 | Gustavo César Veloso     | Espagne            | W52-FC Porto                | + 2 min 25 s        |
| 3e                 | Daniel Silva             | Portugal           | Rádio Popular-Boavista      | + 2 min 53 s        |
| 4e                 | Joni Brandão             | Portugal           | Efapel                      | + 3 min 13 s        |
| 5e                 | Raúl Alarcón             | Espagne            | W52-FC Porto                | + 3 min 38 s        |
| 6e                 | Vicente García de Mateos | Espagne            | Louletano-Hospital de Loulé | + 3 min 46 s        |
| 7e                 | Amaro Antunes            | Portugal           | LA Alumínios-Antarte        | + 3 min 55 s        |
| 8e                 | Henrique Casimiro        | Portugal           | Efapel                      | + 4 min 5 s         |
| 9e                 | Frederico Figueiredo     | Portugal           | Rádio Popular-Boavista      | + 4 min 56 s        |
| 10e                | Rui Sousa                | Portugal           | Rádio Popular-Boavista      | + 5 min 35 s        |
| modifier           |                          |                    |                             |                     |

### 7eétape
L'un des favoris au début de ce tour, le portugais, José Gonçalves dispute au sprint la victoire à l'arrivée de la 7e étape. Avec cette arrivée massive, Rui Vinhas conserve le maillot jaune et maintient ainsi l'avantage  de 2 minutes 25 face à son coéquipier Gustavo César Veloso, Daniel Silva reste à la troisième place à 2 minutes 53. Trois jours avant la fin de la compétition, le meilleur jeune reste le Russe Alexander Vdovin.
Champion du Portugal du contre-la-montre espoirs en 2011, il le devient en Elite l'année suivante. En 2013, il quitte le Portugal pour porter les couleurs de l'équipe française La Pomme Marseille avec qui il remporte la Polynormande 2013, et fini sur le podium du Tour de Chine. En 2015, il rejoint les espagnols de Caja Rural-Seguros RGA, accompagné de son frère jumeau Domingos. L'année précédente, lors du Tour du Portugal 2015, il remporte une étape et est disqualifié pour sprint irrégulier dans la 6e. 2016 il remporte le Tour de Turquie.
| Classement de l'étape | Classement de l'étape | Classement de l'étape | Classement de l'étape        | Classement de l'étape |
|                       | Coureur               | Pays                  | Équipe                       | Temps                 |
| --------------------- | --------------------- | --------------------- | ---------------------------- | --------------------- |
| 1er                   | José Gonçalves        | Portugal              | Caja Rural-Seguros RGA       | en 4 h 19 min 38 s    |
| 2e                    | Samuel Caldeira       | Portugal              | W52-FC Porto                 | m.t                   |
| 3e                    | Francesco Gavazzi     | Italie                | Androni Giocattoli-Sidermec  | m.t                   |
| 4e                    | Gustavo César Veloso  | Espagne               | W52-FC Porto                 | m.t                   |
| 5e                    | Daniel Mestre         | Portugal              | Efapel                       | m.t                   |
| 6e                    | Matvey Nikitin        | Kazakhstan            | Équipe cycliste Astana City  | m.t                   |
| 7e                    | Stéphane Poulhiès     | France                | Armée de Terre               | m.t                   |
| 8e                    | Rinaldo Nocentini     | Italie                | Sporting-Tavira              | m.t                   |
| 9e                    | Luís Mendonça         | Portugal              | Funvic Soul Cycles-Carrefour | m.t                   |
| 10e                   | Daniel Silva          | Portugal              | Rádio Popular-Boavista       | m.t                   |
| modifier              |                       |                       |                              |                       |

| Classement général | Classement général       | Classement général | Classement général          | Classement général  |
|                    | Coureur                  | Pays               | Équipe                      | Temps               |
| ------------------ | ------------------------ | ------------------ | --------------------------- | ------------------- |
| 1er                | Rui Vinhas               | Portugal           | W52-FC Porto                | en 30 h 56 min 33 s |
| 2e                 | Gustavo César Veloso     | Espagne            | W52-FC Porto                | + 2 min 25 s        |
| 3e                 | Daniel Silva             | Portugal           | Rádio Popular-Boavista      | + 2 min 53 s        |
| 4e                 | Joni Brandão             | Portugal           | Efapel                      | + 3 min 11 s        |
| 5e                 | Raúl Alarcón             | Espagne            | W52-FC Porto                | + 3 min 37 s        |
| 6e                 | Vicente García de Mateos | Espagne            | Louletano-Hospital de Loulé | + 3 min 43 s        |
| 7e                 | Amaro Antunes            | Portugal           | LA Alumínios-Antarte        | + 3 min 55 s        |
| 8e                 | Henrique Casimiro        | Portugal           | Efapel                      | + 4 min 17 s        |
| 9e                 | Frederico Figueiredo     | Portugal           | Rádio Popular-Boavista      | + 4 min 56 s        |
| 10e                | Rui Sousa                | Portugal           | Rádio Popular-Boavista      | + 5 min 35 s        |
| modifier           |                          |                    |                             |                     |

### 8eétape
| Classement de l'étape | Classement de l'étape | Classement de l'étape | Classement de l'étape       | Classement de l'étape |
|                       | Coureur               | Pays                  | Équipe                      | Temps                 |
| --------------------- | --------------------- | --------------------- | --------------------------- | --------------------- |
| 1er                   | Jesús Ezquerra        | Espagne               | Sporting-Tavira             | en 5 h 2 min 4 s      |
| 2e                    | Samuel Caldeira       | Portugal              | W52-FC Porto                | + 15 s                |
| 3e                    | Nathan Earle          | Australie             | Drapac                      | + 17 s                |
| 4e                    | David Belda           | Espagne               | Roth                        | + 19 s                |
| 5e                    | Ricardo Vilela        | Portugal              | Caja Rural-Seguros RGA      | + 21 s                |
| 6e                    | Davide Viganò         | Italie                | Androni Giocattoli-Sidermec | m.t                   |
| 7e                    | Gustavo César Veloso  | Espagne               | W52-FC Porto                | + 4 min 44 s          |
| 8e                    | Raúl Alarcón          | Espagne               | W52-FC Porto                | m.t                   |
| 9e                    | Franco Pellizotti     | Italie                | Androni Giocattoli-Sidermec | m.t                   |
| 10e                   | Joni Brandão          | Portugal              | Efapel                      | m.t                   |
| modifier              |                       |                       |                             |                       |

| Classement général | Classement général       | Classement général | Classement général          | Classement général |
|                    | Coureur                  | Pays               | Équipe                      | Temps              |
| ------------------ | ------------------------ | ------------------ | --------------------------- | ------------------ |
| 1er                | Rui Vinhas               | Portugal           | W52-FC Porto                | en 36 h 3 min 21 s |
| 2e                 | Gustavo César Veloso     | Espagne            | W52-FC Porto                | + 2 min 25 s       |
| 3e                 | Daniel Silva             | Portugal           | Rádio Popular-Boavista      | + 2 min 53 s       |
| 4e                 | Joni Brandão             | Portugal           | Efapel                      | + 3 min 11 s       |
| 5e                 | Raúl Alarcón             | Espagne            | W52-FC Porto                | + 3 min 37 s       |
| 6e                 | Vicente García de Mateos | Espagne            | Louletano-Hospital de Loulé | + 3 min 43 s       |
| 7e                 | Amaro Antunes            | Portugal           | LA Alumínios-Antarte        | + 3 min 55 s       |
| 8e                 | Henrique Casimiro        | Portugal           | Efapel                      | + 4 min 17 s       |
| 9e                 | Frederico Figueiredo     | Portugal           | Rádio Popular-Boavista      | + 4 min 56 s       |
| 10e                | Rui Sousa                | Portugal           | Rádio Popular-Boavista      | + 5 min 35 s       |
| modifier           |                          |                    |                             |                    |

### 9eétape
| Classement de l'étape | Classement de l'étape    | Classement de l'étape | Classement de l'étape        | Classement de l'étape |
|                       | Coureur                  | Pays                  | Équipe                       | Temps                 |
| --------------------- | ------------------------ | --------------------- | ---------------------------- | --------------------- |
| 1er                   | Daniel Mestre            | Portugal              | Efapel                       | en 4 h 12 min 50 s    |
| 2e                    | Alejandro Marque         | Espagne               | LA Alumínios-Antarte         | m.t                   |
| 3e                    | Alessio Taliani          | Italie                | Androni Giocattoli-Sidermec  | + 3 s                 |
| 4e                    | Davide Viganò            | Italie                | Androni Giocattoli-Sidermec  | + 5 s                 |
| 5e                    | Adam Phelan              | Australie             | Drapac                       | m.t                   |
| 6e                    | Eduard Prades            | Espagne               | Caja Rural-Seguros RGA       | m.t                   |
| 7e                    | Vicente García de Mateos | Espagne               | Louletano-Hospital de Loulé  | m.t                   |
| 8e                    | Francesco Gavazzi        | Italie                | Androni Giocattoli-Sidermec  | m.t                   |
| 9e                    | Luís Mendonça            | Portugal              | Funvic Soul Cycles-Carrefour | m.t                   |
| 10e                   | Rinaldo Nocentini        | Italie                | Sporting-Tavira              | m.t                   |
| modifier              |                          |                       |                              |                       |

| Classement général | Classement général       | Classement général | Classement général          | Classement général  |
|                    | Coureur                  | Pays               | Équipe                      | Temps               |
| ------------------ | ------------------------ | ------------------ | --------------------------- | ------------------- |
| 1er                | Rui Vinhas               | Portugal           | W52-FC Porto                | en 40 h 16 min 16 s |
| 2e                 | Gustavo César Veloso     | Espagne            | W52-FC Porto                | + 2 min 25 s        |
| 3e                 | Daniel Silva             | Portugal           | Rádio Popular-Boavista      | + 2 min 53 s        |
| 4e                 | Joni Brandão             | Portugal           | Efapel                      | + 3 min 11 s        |
| 5e                 | Raúl Alarcón             | Espagne            | W52-FC Porto                | + 3 min 37 s        |
| 6e                 | Vicente García de Mateos | Espagne            | Louletano-Hospital de Loulé | + 3 min 43 s        |
| 7e                 | Amaro Antunes            | Portugal           | LA Alumínios-Antarte        | + 3 min 55 s        |
| 8e                 | Henrique Casimiro        | Portugal           | Efapel                      | + 4 min 17 s        |
| 9e                 | Frederico Figueiredo     | Portugal           | Rádio Popular-Boavista      | + 4 min 56 s        |
| 10e                | Rui Sousa                | Portugal           | Rádio Popular-Boavista      | + 5 min 35 s        |
| modifier           |                          |                    |                             |                     |

### 10eétape
| Classement de l'étape | Classement de l'étape | Classement de l'étape | Classement de l'étape  | Classement de l'étape |
|                       | Coureur               | Pays                  | Équipe                 | Temps                 |
| --------------------- | --------------------- | --------------------- | ---------------------- | --------------------- |
| 1er                   | Gustavo César Veloso  | Espagne               | W52-FC Porto           | en 40 min 46 s        |
| 2e                    | Raúl Alarcón          | Espagne               | W52-FC Porto           | + 47 s                |
| 3e                    | Daniel Silva          | Portugal              | Rádio Popular-Boavista | + 50 s                |
| 4e                    | Rui Vinhas            | Portugal              | W52-FC Porto           | + 54 s                |
| 5e                    | Ricardo Mestre        | Portugal              | W52-FC Porto           | + 1 min 29 s          |
| 6e                    | Joni Brandão          | Portugal              | Efapel                 | + 1 min 37 s          |
| 7e                    | Stefan Schumacher     | Allemagne             | Christina Jewelry      | + 1 min 39 s          |
| 8e                    | Ricardo Vilela        | Portugal              | Caja Rural-Seguros RGA | + 2 min 2 s           |
| 9e                    | Rui Sousa             | Portugal              | Rádio Popular-Boavista | + 2 min 3 s           |
| 10e                   | Amaro Antunes         | Portugal              | LA Alumínios-Antarte   | + 2 min 7 s           |
| modifier              |                       |                       |                        |                       |

## Classements finals

### Classement général final
| Classement général | Classement général       | Classement général | Classement général          | Classement général  |
|                    | Coureur                  | Pays               | Équipe                      | Temps               |
| ------------------ | ------------------------ | ------------------ | --------------------------- | ------------------- |
| 1er                | Rui Vinhas               | Portugal           | W52-FC Porto                | en 40 h 57 min 56 s |
| 2e                 | Gustavo César Veloso     | Espagne            | W52-FC Porto                | + 1 min 31 s        |
| 3e                 | Daniel Silva             | Portugal           | Rádio Popular-Boavista      | + 2 min 49 s        |
| 4e                 | Raúl Alarcón             | Espagne            | W52-FC Porto                | + 3 min 30 s        |
| 5e                 | Joni Brandão             | Portugal           | Efapel                      | + 3 min 54 s        |
| 6e                 | Amaro Antunes            | Portugal           | LA Alumínios-Antarte        | + 5 min 8 s         |
| 7e                 | Henrique Casimiro        | Portugal           | Efapel                      | + 6 min 3 s         |
| 8e                 | Vicente García de Mateos | Espagne            | Louletano-Hospital de Loulé | + 6 min 30 s        |
| 9e                 | Rui Sousa                | Portugal           | Rádio Popular-Boavista      | + 6 min 44 s        |
| 10e                | Ricardo Vilela           | Portugal           | Caja Rural-Seguros RGA      | + 7 min 21 s        |
| modifier           |                          |                    |                             |                     |

### Classements annexes
| Classement par équipes | Classement par équipes | Classement par équipes | Classement par équipes |
|                        | Équipe                 | Pays                   | Temps                  |
| ---------------------- | ---------------------- | ---------------------- | ---------------------- |
| 1re                    | W52-FC Porto           | Portugal               | en 122 h 54 min 24 s   |
| 2e                     | Rádio Popular-Boavista | Portugal               | + 16 min 46 s          |
| 3e                     | Efapel                 | Portugal               | + 33 min 33 s          |
| modifier               |                        |                        |                        |

| Classement par points | Classement par points | Classement par points | Classement par points       | Classement par points |
| --------------------- | --------------------- | --------------------- | --------------------------- | --------------------- |
|                       | Coureur               | Pays                  | Équipe                      | Point(s)              |
| 1er                   | Gustavo César Veloso  | Espagne               | W52-FC Porto                | 124 points            |
| 2e                    | Daniel Mestre         | Portugal              | Efapel                      | 89 pts                |
| 3e                    | Francesco Gavazzi     | Italie                | Androni Giocattoli-Sidermec | 70 pts                |
| modifier              |                       |                       |                             |                       |

| Classement de la montagne | Classement de la montagne | Classement de la montagne | Classement de la montagne    | Classement de la montagne |
| ------------------------- | ------------------------- | ------------------------- | ---------------------------- | ------------------------- |
|                           | Coureur                   | Pays                      | Équipe                       | Point(s)                  |
| 1er                       | Ramiro Rincón             | Colombie                  | Funvic Soul Cycles-Carrefour | 70 points                 |
| 2e                        | Joni Brandão              | Portugal                  | Efapel                       | 57 pts                    |
| 3e                        | Bruno Silva               | Portugal                  | LA Alumínios-Antarte         | 55 pts                    |
| modifier                  |                           |                           |                              |                           |

| Classement du meilleur jeune | Classement du meilleur jeune | Classement du meilleur jeune | Classement du meilleur jeune | Classement du meilleur jeune |
|                              | Coureur                      | Pays                         | Équipe                       | Temps                        |
| ---------------------------- | ---------------------------- | ---------------------------- | ---------------------------- | ---------------------------- |
| 1er                          | Alexander Vdovin             | Russie                       | Lokosphinx                   | en 41 h 39 min 15 s          |
| 2e                           | Diego Ochoa                  | Colombie                     | Boyacá Raza de Campeones     | + 17 min 34 s                |
| 3e                           | Víctor Etxeberria            | Espagne                      | Rádio Popular-Boavista       | + 18 min 55 s                |
| modifier                     |                              |                              |                              |                              |

| Classement du meilleur Portugais | Classement du meilleur Portugais | Classement du meilleur Portugais | Classement du meilleur Portugais | Classement du meilleur Portugais |
|                                  | Coureur                          | Pays                             | Équipe                           | Temps                            |
| -------------------------------- | -------------------------------- | -------------------------------- | -------------------------------- | -------------------------------- |
| 1er                              | Rui Vinhas                       | Portugal                         | W52-FC Porto                     | en 40 h 57 min 56 s              |
| 2e                               | Daniel Silva                     | Portugal                         | Rádio Popular-Boavista           | + 2 min 49 s                     |
| 3e                               | Joni Brandão                     | Portugal                         | Efapel                           | + 3 min 54 s                     |
| modifier                         |                                  |                                  |                                  |                                  |

| Classement du combiné | Classement du combiné | Classement du combiné | Classement du combiné | Classement du combiné |
| --------------------- | --------------------- | --------------------- | --------------------- | --------------------- |
|                       | Coureur               | Pays                  | Équipe                | Point(s)              |
| 1er                   | Gustavo César Veloso  | Espagne               | W52-FC Porto          | 9 points              |
| 2e                    | Raúl Alarcón          | Espagne               | W52-FC Porto          | 16 pts                |
| 3e                    | Joni Brandão          | Portugal              | Efapel                | 17 pts                |
| modifier              |                       |                       |                       |                       |

## Évolution des classements
| Étape              | Vainqueur                | Classement général | Classement par points | Classement de la montagne | Classement du meilleur jeune | Classement du meilleur Portugais | Classement par équipes      |
| ------------------ | ------------------------ | ------------------ | --------------------- | ------------------------- | ---------------------------- | -------------------------------- | --------------------------- |
| P                  | Rafael Reis              | Rafael Reis        | Non décerné           | Non décerné               | Óscar Rodríguez              | Rafael Reis                      | Efapel                      |
| 1                  | Daniel Mestre            | Daniel Mestre      | Daniel Mestre         | Frederico Figueiredo      | Diego Ochoa                  | Daniel Mestre                    | Efapel                      |
| 2                  | Francesco Gavazzi        | Daniel Mestre      | Daniel Mestre         | Ramiro Rincón             | Diego Ochoa                  | Daniel Mestre                    | Efapel                      |
| 3                  | William Clarke           | Rui Vinhas         | William Clarke        | César Fonte               | Diego Ochoa                  | Rui Vinhas                       | Androni Giocattoli-Sidermec |
| 4                  | Gustavo César Veloso     | Rui Vinhas         | Gustavo César Veloso  | César Fonte               | Víctor Etxeberria            | Rui Vinhas                       | W52-FC Porto                |
| 5                  | Vicente García de Mateos | Rui Vinhas         | Gustavo César Veloso  | Ramiro Rincón             | Víctor Etxeberria            | Rui Vinhas                       | W52-FC Porto                |
| 6                  | Gustavo César Veloso     | Rui Vinhas         | Gustavo César Veloso  | Ramiro Rincón             | Alexander Vdovin             | Rui Vinhas                       | W52-FC Porto                |
| 7                  | José Gonçalves           | Rui Vinhas         | Gustavo César Veloso  | Ramiro Rincón             | Alexander Vdovin             | Rui Vinhas                       | W52-FC Porto                |
| 8                  | Jesús Ezquerra           | Rui Vinhas         | Gustavo César Veloso  | Ramiro Rincón             | Alexander Vdovin             | Rui Vinhas                       | W52-FC Porto                |
| 9                  | Daniel Mestre            | Rui Vinhas         | Gustavo César Veloso  | Ramiro Rincón             | Alexander Vdovin             | Rui Vinhas                       | W52-FC Porto                |
| 10                 | Gustavo César Veloso     | Rui Vinhas         | Gustavo César Veloso  | Ramiro Rincón             | Alexander Vdovin             | Rui Vinhas                       | W52-FC Porto                |
| Classements finals | Classements finals       | Rui Vinhas         | Gustavo César Veloso  | Ramiro Rincón             | Alexander Vdovin             | Rui Vinhas                       | W52-FC Porto                |

## Liste des participants
- Liste de départ complète

| Légende                                    | Légende                                                                                         | Légende                                | Légende                                                                                                  |
| ------------------------------------------ | ----------------------------------------------------------------------------------------------- | -------------------------------------- | --- |
| Num                                        | Dossard de départ porté par le coureur sur ce Tour du Portugal                                  | Pos                                    | Position finale au classement général                                                                    |
| Leader du classement général               | Indique le vainqueur du classement général                                                      | Leader du classement par points        | Indique le vainqueur du classement par points                                                            |
| Leader du classement de la montagne        | Indique le vainqueur du classement de la montagne                                               | Leader du classement du meilleur jeune | Indique le vainqueur du classement du meilleur jeune                                                     |
| Leader du classement du meilleur Portugais | Indique le vainqueur du classement du meilleur Portugais                                        |                                        | Indique un maillot de champion national ou mondial, suivi de sa spécialité                               |
| #                                          | Indique la meilleure équipe                                                                     | NP                                     | Indique un coureur qui n'a pas pris le départ d'une étape, suivi du numéro de l'étape où il s'est retiré |
| AB                                         | Indique un coureur qui n'a pas terminé une étape, suivi du numéro de l'étape où il s'est retiré | HD                                     | Indique un coureur qui a terminé une étape hors des délais, suivi du numéro de l'étape                   |
| DSQ                                        | Indique un coureur qui a été disqualifié de la course, suivi du numéro de l'étape               | *                                      | Indique un coureur en lice pour le classement du meilleur jeune (coureurs nés après le 1er janvier 1993) |

| W52-FC Porto W52                 | W52-FC Porto W52           | W52-FC Porto W52 |
| -------------------------------- | -------------------------- | ---------------- |
| Num                              | Coureur                    | Pos              |
| 1                                | Gustavo César Veloso (ESP) | 2e               |
| 2                                | Raúl Alarcón (ESP) -       | 4e               |
| 3                                | Ricardo Mestre (POR) -     | 13e              |
| 4                                | António Carvalho (POR) -   | 12e              |
| 5                                | Rui Vinhas (POR)           | 1er              |
| 6                                | Joaquim Silva (POR) -      | 79e              |
| 7                                | Samuel Caldeira (POR) -    | 38e              |
| 8                                | Rafael Reis (POR) -        | 93e              |
| Directeur sportif : Nuno Ribeiro |                            |                  |

| Efapel EFP                        | Efapel EFP                | Efapel EFP |
| --------------------------------- | ------------------------- | ---------- |
| Num                               | Coureur                   | Pos        |
| 11                                | Joni Brandão (POR) -      | 5e         |
| 12                                | Filipe Cardoso (POR) -    | NP-6       |
| 13                                | Rafael Silva (POR) -      | 55e        |
| 14                                | Daniel Mestre (POR) -     | 19e        |
| 15                                | Henrique Casimiro (POR) - | 7e         |
| 16                                | António Barbio* (POR) -   | 86e        |
| 17                                | Álvaro Trueba* (ESP) -    | 77e        |
| 18                                | Nuno Ferreira (POR) -     | 104e       |
| Directeur sportif : Américo Silva |                           |            |

| Rádio Popular-Boavista RPB      | Rádio Popular-Boavista RPB   | Rádio Popular-Boavista RPB |
| ------------------------------- | ---------------------------- | -------------------------- |
| Num                             | Coureur                      | Pos                        |
| 21                              | Rui Sousa (POR) -            | 9e                         |
| 22                              | Frederico Figueiredo (POR) - | 11e                        |
| 23                              | David Rodrigues (POR) -      | 34e                        |
| 24                              | Víctor Etxeberria* (ESP) -   | 31e                        |
| 25                              | César Fonte (POR) -          | 37e                        |
| 26                              | Daniel Silva (POR) -         | 3e                         |
| 27                              | Guillaume De Almeida (FRA) - | 63e                        |
| 28                              | Ricardo Vale (POR) -         | 76e                        |
| Directeur sportif : José Santos |                              |                            |

| LA Alumínios-Antarte LAA                 | LA Alumínios-Antarte LAA | LA Alumínios-Antarte LAA |
| ---------------------------------------- | ------------------------ | ------------------------ |
| Num                                      | Coureur                  | Pos                      |
| 31                                       | Alejandro Marque (ESP) - | 14e                      |
| 32                                       | Amaro Antunes (POR) -    | 6e                       |
| 33                                       | Bruno Silva (POR) -      | 22e                      |
| 34                                       | Hernâni Brôco (POR) -    | 29e                      |
| 35                                       | Hugo Sancho (POR)        | DSQ-5                    |
| 36                                       | Luís Afonso (POR) -      | 50e                      |
| 37                                       | Nuno Meireles (POR) -    | 111e                     |
| 38                                       | Pedro Paulinho (POR) -   | 114e                     |
| Directeur sportif : Mario Da Silva Rocha |                          |                          |

| Sporting-Tavira TAV             | Sporting-Tavira TAV          | Sporting-Tavira TAV |
| ------------------------------- | ---------------------------- | ------------------- |
| Num                             | Coureur                      | Pos                 |
| 41                              | Rinaldo Nocentini (ITA) -    | 21e                 |
| 42                              | David de la Fuente (ESP) -   | AB-6                |
| 43                              | Mario González Salas (ESP) - | 98e                 |
| 44                              | Jesús Ezquerra (ESP) -       | 66e                 |
| 45                              | David Livramento (POR) -     | 40e                 |
| 46                              | Valter Pereira (POR) -       | 61e                 |
| 47                              | Hugo Sabido (POR) -          | AB-9                |
| 48                              | Óscar González Brea (ESP) -  | 107e                |
| Directeur sportif : Vidal Fitas |                              |                     |

| Louletano-Hospital de Loulé LHL   | Louletano-Hospital de Loulé LHL  | Louletano-Hospital de Loulé LHL |
| --------------------------------- | -------------------------------- | ------------------------------- |
| Num                               | Coureur                          | Pos                             |
| 51                                | João Benta (POR) -               | 18e                             |
| 52                                | José de Segovia (ESP) -          | 85e                             |
| 53                                | Vicente García de Mateos (ESP) - | 8e                              |
| 54                                | Cristian Cañada (ESP) -          | 72e                             |
| 55                                | Samuel Magalhães (POR) -         | AB-8                            |
| 56                                | Micael Isidoro (POR) -           | 58e                             |
| 57                                | Eloy Teruel (ESP) -              | 112e                            |
| 58                                | Rui Rodrigues (POR) -            | 84e                             |
| Directeur sportif : Jorge Piedade |                                  |                                 |

| Caja Rural-Seguros RGA CJR                | Caja Rural-Seguros RGA CJR | Caja Rural-Seguros RGA CJR |
| ----------------------------------------- | -------------------------- | -------------------------- |
| Num                                       | Coureur                    | Pos                        |
| 61                                        | José Gonçalves (POR) -     | 23e                        |
| 62                                        | Ricardo Vilela (POR) -     | 10e                        |
| 63                                        | Domingos Gonçalves (POR) - | AB-5                       |
| 64                                        | Eduard Prades (ESP) -      | 32e                        |
| 65                                        | Antonio Molina (ESP) -     | 24e                        |
| 66                                        | Fabricio Ferrari (URU) -   | 54e                        |
| 67                                        | Javier Aramendia (ESP) -   | 87e                        |
| 68                                        | Josu Zabala* (ESP) -       | 71e                        |
| Directeur sportif : José Miguel Fernández |                            |                            |

| Drapac Professional Cycling DPC | Drapac Professional Cycling DPC | Drapac Professional Cycling DPC |
| ------------------------------- | ------------------------------- | ------------------------------- |
| Num                             | Coureur                         | Pos                             |
| 71                              | Brendan Canty (AUS) -           | 36e                             |
| 72                              | William Clarke (AUS) -          | 92e                             |
| 73                              | Nathan Earle (AUS) -            | 46e                             |
| 74                              | Timothy Roe (AUS) -             | 109e                            |
| 75                              | Gavin Mannion (USA) -           | 43e                             |
| 76                              | Lachlan Norris (AUS) -          | 35e                             |
| 77                              | Adam Phelan (AUS) -             | 49e                             |
| 78                              | Thomas Scully (AUS) -           | 90e                             |
| Directeur sportif : Tom Southam |                                 |                                 |

| Androni Giocattoli-Sidermec AND  | Androni Giocattoli-Sidermec AND | Androni Giocattoli-Sidermec AND |
| -------------------------------- | ------------------------------- | ------------------------------- |
| Num                              | Coureur                         | Pos                             |
| 81                               | Franco Pellizotti (ITA) -       | 17e                             |
| 82                               | Mirko Selvaggi* (ITA) -         | AB-6                            |
| 83                               | Marco Frapporti (ITA) -         | 44e                             |
| 84                               | Francesco Gavazzi (ITA) -       | 28e                             |
| 85                               | Daniele Ratto (ITA) -           | 88e                             |
| 86                               | Alessio Taliani (ITA) -         | 15e                             |
| 87                               | Rodolfo Torres (COL) -          | 20e                             |
| 88                               | Davide Viganò (ITA) -           | 42e                             |
| Directeur sportif : Gianni Savio |                                 |                                 |

| Funvic Soul Cycles-Carrefour FSC     | Funvic Soul Cycles-Carrefour FSC | Funvic Soul Cycles-Carrefour FSC |
| ------------------------------------ | -------------------------------- | -------------------------------- |
| Num                                  | Coureur                          | Pos                              |
| 91                                   | Antonio Piedra (ESP) -           | 52e                              |
| 92                                   | Pablo Urtasun (ESP) -            | 115e                             |
| 93                                   | Otávio Bulgarelli (BRE) -        | AB-3                             |
| 94                                   | Alex Diniz (BRE) -               | 51e                              |
| 95                                   | João Gaspar (BRE) -              | AB-5                             |
| 96                                   | Flávio Cardoso (BRE) -           | 108e                             |
| 97                                   | Ramiro Rincón (COL)              | 25e                              |
| 98                                   | Luís Mendonça (POR) -            | 56e                              |
| Directeur sportif : Benedito Azevedo |                                  |                                  |

| Roth ROT                                   | Roth ROT                     | Roth ROT |
| ------------------------------------------ | ---------------------------- | -------- |
| Num                                        | Coureur                      | Pos      |
| 101                                        | Bruno Pires (POR) -          | 39e      |
| 102                                        | Nicolas Baldo (FRA) -        | 64e      |
| 103                                        | David Belda (ESP) -          | 16e      |
| 104                                        | Valentin Baillifard* (SUI) - | 45e      |
| 105                                        | Roland Thalmann* (SUI) -     | 60e      |
| 106                                        | Matthias Krizek (AUT) -      | 82e      |
| 107                                        | Andrea Pasqualon (ITA) -     | NP-5     |
| 108                                        | Nico Brüngger (SUI) -        | 89e      |
| Directeur sportif : Alessandro Spezialetti |                              |          |

| Lokosphinx LOK                          | Lokosphinx LOK            | Lokosphinx LOK |
| --------------------------------------- | ------------------------- | -------------- |
| Num                                     | Coureur                   | Pos            |
| 111                                     | Vitalii Ivshin* (RUS) -   | 110e           |
| 112                                     | Pavel Karpenkov (RUS) -   | 83e            |
| 113                                     | Vasily Neustroev (RUS) -  | 97e            |
| 114                                     | Alexander Vdovin* (RUS)   | 26e            |
| 115                                     | Sergey Vdovin* (RUS) -    | 69e            |
| 116                                     | Artem Samolenkov* (RUS) - | 78e            |
| 117                                     | Sergey Belykh (RUS) -     | 53e            |
| 118                                     | Vadim Zhuravlev* (RUS) -  | AB-2           |
| Directeur sportif : Alexander Kuznetsov |                           |                |

| Christina Jewelry CJC              | Christina Jewelry CJC       | Christina Jewelry CJC |
| ---------------------------------- | --------------------------- | --------------------- |
| Num                                | Coureur                     | Pos                   |
| 121                                | Stefan Schumacher (ALL) -   | 57e                   |
| 122                                | Julian Schulze* (ALL) -     | AB-5                  |
| 123                                | Mathias Krigbaum* (DEN) -   | AB-2                  |
| 124                                | Joshua Stritzinger* (ALL) - | AB-4                  |
| 125                                | Frederik Zeuner* (DAN) -    | AB-1                  |
| 126                                | Florian Nowak* (ALL) -      | 105e                  |
| 127                                | Georg Loef* (ALL) -         | 102e                  |
| 128                                | Till Drobisch* (NAM) -      | AB-3                  |
| Directeur sportif : Julian Rammler |                             |                       |

| Euskadi Basque Country-Murias EUS | Euskadi Basque Country-Murias EUS | Euskadi Basque Country-Murias EUS |
| --------------------------------- | --------------------------------- | --------------------------------- |
| Num                               | Coureur                           | Pos                               |
| 131                               | Garikoitz Bravo (ESP) -           | 27e                               |
| 132                               | Beñat Txoperena (ESP) -           | 48e                               |
| 133                               | Jon Ander Insausti (ESP) -        | 73e                               |
| 134                               | Aritz Bagües (ESP) -              | 59e                               |
| 135                               | Pello Olaberria* (ESP) -          | 103e                              |
| 136                               | Gotzon Udondo* (ESP) -            | 101e                              |
| 137                               | Aitor González Prieto (ESP) -     | 106e                              |
| 138                               | Óscar Rodríguez* (ESP) -          | 75e                               |
| Directeur sportif : Jon Odriozola |                                   |                                   |

| Boyacá Raza de Campeones BRC        | Boyacá Raza de Campeones BRC | Boyacá Raza de Campeones BRC |
| ----------------------------------- | ---------------------------- | ---------------------------- |
| Num                                 | Coureur                      | Pos                          |
| 141                                 | Jeffry Romero (COL) -        | AB-8                         |
| 142                                 | Heiner Parra (COL) -         | AB-5                         |
| 143                                 | Carlos Parra (COL) -         | 47e                          |
| 144                                 | Yeison Chaparro (COL) -      | 65e                          |
| 145                                 | Diego Mancipe* (COL) -       | 96e                          |
| 146                                 | Diego Ochoa* (COL) -         | 30e                          |
| 147                                 | Iván Darío Bothia (COL) -    | 68e                          |
| 148                                 | Cristian Cubides* (COL) -    | AB-9                         |
| Directeur sportif : Jorge Balaguera |                              |                              |

| Inteja-MMR Dominican DCT             | Inteja-MMR Dominican DCT  | Inteja-MMR Dominican DCT |
| ------------------------------------ | ------------------------- | ------------------------ |
| Num                                  | Coureur                   | Pos                      |
| 151                                  | Fernando Grijalba (ESP) - | AB-5                     |
| 152                                  | Robinson Chalapud (COL) - | AB-8                     |
| 153                                  | Isaac Carbonell* (ESP) -  | AB-4                     |
| 154                                  | Israel Nuño (ESP) -       | 100e                     |
| 155                                  | - - -                     | -                        |
| 156                                  | Diego Milán (DOM) -       | AB-3                     |
| 157                                  | William Rosario (DOM) -   | AB-7                     |
| 158                                  | Juan Montero (DOM) -      | HD-2                     |
| Directeur sportif : Adrián Palomares |                           |                          |

| Astana City TSE                     | Astana City TSE             | Astana City TSE |
| ----------------------------------- | --------------------------- | --------------- |
| Num                                 | Coureur                     | Pos             |
| 161                                 | Nikita Stalnov (KAZ) -      | 41e             |
| 162                                 | Nurbolat Kulimbetov (KAZ) - | 94e             |
| 163                                 | Alisher Zhumakan* (KAZ) -   | 113e            |
| 164                                 | Vadim Galeyev (KAZ) -       | AB-2            |
| 165                                 | Yuriy Natarov* (KAZ) -      | 91e             |
| 166                                 | Matvey Nikitin (KAZ) -      | 62e             |
| 167                                 | Sergey Luchshenko* (KAZ) -  | 95e             |
| 168                                 | Galym Akhmetov* (KAZ) -     | 33e             |
| Directeur sportif : Bolat Raimbekov |                             |                 |

| Armée de Terre ADT                      | Armée de Terre ADT        | Armée de Terre ADT |
| --------------------------------------- | ------------------------- | ------------------ |
| Num                                     | Coureur                   | Pos                |
| 171                                     | Yoann Barbas (FRA) -      | 70e                |
| 172                                     | Bruno Armirail* (FRA) -   | NP-2               |
| 173                                     | Benjamin Thomas* (FRA) -  | 80e                |
| 174                                     | Yannis Yssaad* (FRA) -    | AB-4               |
| 175                                     | Romain Le Roux (FRA) -    | 99e                |
| 176                                     | Jimmy Raibaud (FRA) -     | 67e                |
| 177                                     | Stéphane Poulhiès (FRA) - | 81e                |
| 178                                     | Clément Penven (FRA) -    | 74e                |
| Directeur sportif : David Lima da Costa |                           |                    |